# Samuhú
Samuhú är en ort i Argentina.   Den ligger i provinsen Chaco, i den norra delen av landet, 800 km norr om huvudstaden Buenos Aires. Samuhú ligger 75 meter över havet och antalet invånare är 2 223.
Terrängen runt Samuhú är mycket platt. Runt Samuhú är det mycket glesbefolkat, med 6 invånare per kvadratkilometer.. Samuhú är det största samhället i trakten.
Omgivningarna runt Samuhú är en mosaik av jordbruksmark och naturlig växtlighet.